# Renata Zarazúa
Renata Zarazúa Ruckstuhl (Città del Messico, 30 settembre 1997) è una tennista messicana.

## Biografia
Zarazúa è nata il 30 settembre 1997 da Jose Luis e Alejandra a Città del Messico, città dove tutt'ora vive insieme ai genitori. Ha un fratello maggiore di nome Patricio, che in passato è stato il primo giocatore collegiale alla Palm Beach Atlantic University, ed attualmente è il suo coach. Il suo prozio Vicente Zarazúa, un ex tennista professionista messicano, ha partecipato a ben 16 Davis Cup per il Messico e ha rappresentato la propria nazione anche ai Giochi Olimpici di Città del Messico 1968 dove ha vinto sia il torneo di dimostrazione che quello di esibizione di doppio maschile. Durante un'intervista agli Open di Francia 2020, Zarazúa ha citato Simona Halep come la tennista che ammira maggiormente. Al di fuori dai campi da tennis, le piace fare shopping. Si allena a Tampa, in Florida, e predilige le superfici lente.

## Carriera
Renata Zarazúa ha vinto 6 titoli in singolare e 17 titoli in doppio nel circuito ITF in carriera. Il 25 novembre 2024 ha raggiunto il best ranking in singolare alla 51ª posizione mondiale mentre il 30 giugno 2025 lo ha raggiunto in doppio alla 85ª posizione.
Fa parte della squadra messicana di Fed Cup compiendo il suo debutto nel 2015, dove ha un bilancio complessivo di 17 vittorie e 13 sconfitte.

### 2016-2019: Debutto e prima vittoria nel WTA Tour
Zarazúa compie il suo debutto WTA Tour in singolare alla Brasil Tennis Cup 2016, dopo aver conquistato il main draw superando le qualificazioni, ma è stata poi sconfitta al primo turno dall'argentina Catalina Pella in tre set.
La sua prima vittoria nel circuito maggiore giunge all'Abierto Mexicano de Tenis 2018 dopo essere entrata con una wildcard, battendo la ceca Kristýna Plíšková raggiungendo così il secondo turno, dove è stata sconfitta dalla terza testa di serie Daria Gavrilova.

### 2020: Prima semifinale WTA e debutto Slam
Il suo risultato più eclatante arriva all'Abierto Mexicano de Tenis 2020, dove Zarazúa riceve nuovamente una wildcard e raggiunge la sua prima semifinale WTA della carriera in seguito alle vittorie sulla prima testa di serie ed ex numero 3 del mondo Sloane Stephens, sulla statunitense Katie Volynets e sulla slovena Tamara Zidanšek, prima di perdere dall'emergente canadese Leylah Fernandez. La sua corsa nel torneo segna per la prima volta dal 1993 la presenza di una tennista messicana in una semifinale del WTA Tour.
Renata si qualifica agli Open di Francia 2020, giocati in quell'anno eccezionalmente ad ottobre, facendo così il suo debutto in un Grand Slam e diventando la prima tennistamessicana a presenziare in un major da ben 20 anni. Sconfigge la wildcard Elsa Jacquemot ottenendo la sua prima vittoria in un Grand Slam, e diventando la prima tennista messicana a giungere a questo punto da Angélica Gavaldón che raggiunge il secondo turno agli Australian Open 2000. Zarazúa viene sconfitta nel secondo turno dalla terza testa di serie Elina Svitolina in tre set giocando sotto il nuovo tetto del campo centrale Philippe Chatrier.

### 2021-2023: Debutto Olimpico e primo titolo WTA 125
Nel 2021, si è qualificata nel WTA 1000 al Miami Open facendo il suo debutto in un torneo di questa categoria, e in seguito alla vittoria nel primo turno sulla giapponese Nao Hibino, segna anche la sua prima vittoria in un WTA 1000. Nel secondo turno prende una batosta dalla ex numero 1 del mondo Angelique Kerber perdendo con un doppio 0-6. A luglio, ha partecipato ai Giochi Olimpici di Tokyo rappresentando il suo Paese, partecipando sia nel singolare sia nel doppio insieme a Giuliana Olmos, ma è uscita subito al primo turno in entrambe le discipline. Il mese dopo, ha raggiunto la prima finale WTA 125 della carriera in singolare al Thoreau Tennis Open, a Concord, dove è stata sconfitta dalla polacca Magdalena Fręch in due set.
Due anni dopo, il 10 dicembre 2023, si aggiudica il primo titolo WTA 125 della carriera sempre in singolare al Montevideo Open 2023, sconfiggendo la francese e prima testa di serie Diane Parry in finale in tre set, diventando la prima tennista messicana a vincere un torneo nel WTA Tour.

### 2024: Top 100 e secondo titolo WTA 125
Zarazúa entra per la prima volta in Top 100 l'8 gennaio 2024, diventando la seconda tennista messicana a riuscirci da Angélica Gavaldón nel 1996, dopo quasi 30 anni. Si qualifica agli Australian Open 2024 compiendo il suo debutto e diventando la seconda tennista messicana a giungere nel main draw del torneo nella Open Era, la prima a farlo dalla due volte quartofinalista Gavaldón che ha giocato per l'ultima volta nel 2000. Zarazúa viene sconfitta nel primo turno dall'italiana Martina Trevisan in tre set. Due settimane dopo, in coppia con la bielorussa Iryna Šymanovič, vince il primo titolo WTA 125 in carriera in doppio nel torneo casalingo al Puerto Vallarta Open, sconfiggendo le italiane Angelica Moratelli e Camilla Rosatello in finale.
Nel mese di giugno, stavolta facendo coppia con Moratelli, raggiungono la finale nel WTA 125 all'Open delle Puglie, perdendo dalle prime teste di serie Anna Danilina e Irina Chromačëva. La settimana seguente, Zarazúa e Moratelli raggiungono un'altra finale nel WTA 125 al BBVA Open Internacional de Valencia, ma anche in questa occasione ne escono sconfitte dalle seconde teste di serie Katarzyna Piter e Fanny Stollár in un match deciso al super-tiebreak.
A Wimbledon, viene eliminata nell'ultimo turno delle qualificazioni ma riesce comunque ad accedere nel main draw per la prima volta in carriera dopo essere stata ripescata come lucky loser. Viene sconfitta dalla beniamina di casa Emma Raducanu in due set nel primo turno. Zarazúa compie il suo debutto anche agli US Open entrando direttamente in tabellone approfittando del ritiro di Sorana Cîrstea, e registra la sua prima vittoria in questo major battendo a sorpresa la teste di serie numero 28 ed ex numero 4 del mondo Caroline Garcia, prima di perdere al turno successivo dalla ex numero 1 del mondo Caroline Wozniacki.
Partecipa con una wildcard nel torneo casalingo il WTA 500 Guadalajara Open Akron, sconfiggendo l'ucraina Anhelina Kalinina raggiungendo il secondo turno, dove è sconfitta dall'italiana Martina Trevisan. Zarazúa raggiunge un nuovo best ranking al numero 78 delle classifiche il 16 settembre 2024. Nell'altro torneo di casa, il Mérida Open Akron, viene accreditata dalla prima testa di serie e raggiunge i quarti di finale sconfiggendo la wildcard Akasha Urhobo e la qualificata Maja Chwalińska, cedendo poi dall'eventuale campionessa Zeynep Sönmez. Con questo risultato migliora ulteriormente il ranking entrando nella Top 60.
A novembre, accreditata dalla prima testa di serie al Fifth Third Charleston 2, Zarazúa vince il secondo titolo WTA 125 in singolare, sconfiggendo in serie la russa Alina Čaraeva, la spagnola Irene Burillo Escorihuela, le statunitense Louisa Chirico e Lauren Davis approdando nella finale, dove supera un'altra statunitense Hanna Chang in due set. Con questo risultato, raggiunge un nuovo best ranking al numero 51 delle classifiche mondiali in singolare il 25 novembre 2024.

### 2025: Prima vittoria a Melbourne
Inizia la stagione al Brisbane International, dove supera al primo turno Viktorija Tomova, e nel secondo turno viene eliminata dalla numero 1 del mondo Aryna Sabalenka. La settimana dopo, fallisce l'accesso nel main draw all'Hobart International, ma viene ripescata come lucky loser e al primo turno affronta casualmente un'altra ripescata, l'italiana Lucia Bronzetti, battendola e accedendo al secondo turno, dove è sconfitta dalla numero 2 del tabellone Elise Mertens. Zarazúa diventa la prima tennista messicana a vincere un incontro gli Australian Open in 25 anni superando all'esordio Taylor Townsend. Viene sconfitta dalla quarta testa di serie Jasmine Paolini nel secondo turno.
Prende parte al Singapore Tennis Open, dove viene sconfitta al primo turno dalla statunitense Hailey Baptiste in rimonta in tre set. La settimana dopo, si qualifica per il Mubadala Abu Dhabi Open e anche in questo caso è sconfitta all'esordio dalla polacca Magda Linette in due set, dopo aver mancato due set point nel primo parziale.
In seguito partecipa nei seguenti WTA 1000: al Qatar TotalEnergies Open viene ripescata come lucky loser e viene sconfitta dalla nona testa di serie Paula Badosa nel primo turno in tre set, al Miami Open viene invece eliminata dalla statunitense Ashlyn Krueger nel primo turno in due set, al Madrid Open viene estromessa dalla ceca Marie Bouzková all'esordio in tre set in una battaglia durata 2 ore e 44 minuti, e agli Internazionali BNL d'Italia cede all'olandese Suzan Lamens nel primo ostacolo in tre set.
Continua la striscia negativa anche al Roland Garros, dove viene sconfitta subito dalla emergente statunitense Iva Jovic in tre set lottati. Si rifà al torneo di Wimbledon, dove ottiene la sua prima vittoria in carriera in questo major, battendo la belga Yanina Wickmayer nel primo turno, in quello che è stato il suo ultimo incontro in carriera. Nel secondo turno viene sconfitta dalla testa di serie numero 13 e poi finalista del torneo Amanda Anisimova in due set.
Prende parte all'Omnium Banque Nationale ed ottiene una vittoria al primo turno sulla britannica Katie Boulter in due set, dopo aver salvato un set point nel secondo parziale, ottenendo la sua prima vittoria su una Top 50 in stagione e la prima vittoria in un WTA 1000 dal 2021. Al secondo turno viene sconfitta dalla lettone testa di serie numero 22 ed ex numero 5 del mondo Jeļena Ostapenko in tre set. Al Cincinnati Open, dopo aver recuperato un set di svantaggio, batte la kazaka Julija Putinceva in tre set e si aggiudica la seconda vittoria stagioale su una Top 50. Nel secondo turno gioca alla pari contro la nona testa di serie Elena Rybakina, strappandole il primo set e facendola faticare fino al 5-7 decisivo nel terzo in favore della kazaka. Partecipa nel torneo di casa, all'Abierto GNP Seguros 2025, affrontando la wildcard Ajla Tomljanovic al primo turno, dove è costretta a cedere dopo tre ore di maratona, mancando tre match point sul 5-4 del terzo set e altri due sul 6-5 (in entrambe le occasioni era al servizio), perdendo poi il tiebreak finale vincendo solamente un punto.

## Circuito WTA 125

### Singolare

#### Vittorie (2)
| N. | Data             | Torneo                             | Superficie  | Avversaria in finale | Punteggio     |
| 1. | 10 dicembre 2023 | Montevideo Open, Montevideo        | Terra rossa | Diane Parry          | 7-5, 3-6, 6-4 |
| 2. | 24 novembre 2024 | Fifth Third Charleston, Charleston | Terra verde | Hanna Chang          | 6-1, 7-6(4)   |

#### Sconfitte (1)
| N. | Data          | Torneo                       | Superficie | Avversaria in finale | Punteggio   |
| 1. | 8 agosto 2021 | Thoreau Tennis Open, Concord | Cemento    | Magdalena Fręch      | 3-6, 6(4)-7 |

### Doppio

#### Vittorie (1)
| N. | Data             | Torneo                                | Superficie | Compagna        | Avversarie in finale                 | Punteggio   |
| 1. | 25 febbraio 2024 | Puerto Vallarta Open, Puerto Vallarta | Cemento    | Iryna Šymanovič | Angelica Moratelli Camilla Rosatello | 6-2, 7-6(1) |

#### Sconfitte (2)
| N. | Data           | Torneo                                   | Superficie  | Compagna           | Avversarie in finale           | Punteggio        |
| 1. | 8 giugno 2024  | Open delle Puglie, Bari                  | Terra rossa | Angelica Moratelli | Anna Danilina Irina Chromačëva | 1-6, 3-6         |
| 2. | 16 giugno 2024 | Open Internacional de Valencia, Valencia | Terra rossa | Angelica Moratelli | Katarzyna Piter Fanny Stollár  | 1-6, 6-4, [8-10] |

## Statistiche ITF

### Singolare

#### Vittorie (6)
| Torneo $100.000 (1) |
| Torneo $80.000 (0)  |
| Torneo $75.000 (0)  |
| Torneo $60.000 (2)  |
| Torneo $50.000 (0)  |
| Torneo $40.000 (0)  |
| Torneo $25.000 (1)  |
| Torneo $15.000 (0)  |
| Torneo $10.000 (2)  |

| N. | Data              | Torneo                                  | Superficie  | Rivale                    | Risultato        |
| 1. | 3 aprile 2016     | ITF Women's Circuit León, León          | Cemento     | Ana Sofía Sánchez         | 2–6, 6–3, 6–2    |
| 2. | 29 maggio 2016    | Torneo Feminino de La Bisbal, La Bisbal | Terra rossa | Irene Burillo Escorihuela | 6(3)–7, 6–1, 6–4 |
| 3. | 22 gennaio 2023   | Women's Boca Raton, Boca Raton          | Terra verde | Lulu Sun                  | 6-2, 7-5         |
| 4. | 6 agosto 2023     | Lexington Challenger, Lexington         | Cemento     | Caroline Dolehide         | 1-6, 7-6(4), 7-5 |
| 5. | 29 settembre 2024 | Central Coast Tennis Classic, Templeton | Cemento     | Usue Maitane Arconada     | 6-4, 6-3         |
| 6. | 27 ottobre 2024   | Tyler Pro Challenge, Tyler              | Cemento     | Iva Jovic                 | 6-4, 6-2         |

#### Sconfitte (11)
| Torneo $100.000 (2) |
| Torneo $80.000 (0)  |
| Torneo $75.000 (0)  |
| Torneo $60.000 (2)  |
| Torneo $50.000 (0)  |
| Torneo $40.000 (0)  |
| Torneo $25.000 (5)  |
| Torneo $15.000 (0)  |
| Torneo $10.000 (2)  |

| N.  | Data              | Torneo                                       | Superficie  | Rivale                | Risultato        |
| 1.  | 20 ottobre 2013   | Circuito Riviera Maya, Quintana Roo          | Cemento     | Denise Muresan        | 4–6, 1–6         |
| 2.  | 27 ottobre 2013   | Circuito Riviera Maya, Quintana Roo          | Cemento     | Ashley Weinhold       | 3–6, 6–4, 5–7    |
| 3.  | 9 luglio 2017     | ITF Women's Circuit Getxo, Getxo             | Terra rossa | Mihaela Buzărnescu    | 2-6, 2-6         |
| 4.  | 15 luglio 2017    | Trofeo Mabo, Torino                          | Terra rossa | Deborah Chiesa        | 3-6, 6-2, 5-7    |
| 5.  | 22 ottobre 2017   | Forte Village International Tournament, Pula | Terra rossa | Polona Hercog         | 4-6, 1-6         |
| 6.  | 13 settembre 2020 | Kuchyne Gorenje Prague Open, Praga           | Terra rossa | Jana Čepelová         | 4-6, 6(4)-7      |
| 7.  | 8 gennaio 2023    | USTA So Cal's Pro Circuit, Malibù            | Cemento     | Jamie Loeb            | 4-6, 1-6         |
| 8.  | 21 maggio 2023    | Pelham Racquet Club Pro Classic, Pelham      | Terra verde | Veronika Mirošničenko | 6(5)-7, 2-6      |
| 9.  | 1º ottobre 2023   | Central Coast Pro Tennis Open, Templeton     | Cemento     | Taylor Townsend       | 3-6, 1-6         |
| 10. | 17 agosto 2024    | Cary Tennis Classic, Cary                    | Cemento     | Nuria Párrizas Díaz   | 3-6, 6-3, 6(2)-7 |
| 11. | 20 aprile 2025    | Open Villa de Madrid, Madrid                 | Terra rossa | Mayar Sherif          | 3-6, 4-6         |

### Doppio

#### Vittorie (17)
| Torneo $100.000 (2) |
| Torneo $80.000 (0)  |
| Torneo $75.000 (0)  |
| Torneo $60.000 (2)  |
| Torneo $50.000 (0)  |
| Torneo $40.000 (0)  |
| Torneo $25.000 (9)  |
| Torneo $15.000 (0)  |
| Torneo $10.000 (4)  |

| N.  | Data             | Torneo                                                    | Superficie  | Partner                     | Avversarie                                        | Punteggio           |
| 1.  | 6 dicembre 2014  | Circuito Femenil Mérida, Mérida                           | Cemento     | Tatjana Maria               | Jan Abaza Hsu Chieh-yu                            | 7-6(1), 6-1         |
| 2.  | 13 dicembre 2014 | Circuito Femenil Mérida, Mérida                           | Cemento     | Tatjana Maria               | Andrea Gámiz Valerija Savinych                    | 6-4, 6-1            |
| 3.  | 13 giugno 2015   | ITF Women's Circuit Charlotte, Charlotte                  | Terra verde | Maria Fernanda Alves        | Lauren Herring Ellen Perez                        | 6–4, 6(6)–7, [10–8] |
| 4.  | 20 giugno 2015   | ITF Women's Circuit Manzanillo, Manzanillo                | Cemento     | Zoë Gwen Scandalis          | Bárbara Gatica Stephanie Mariel Petit             | 6–1, 6–2            |
| 5.  | 17 ottobre 2015  | Rock Hill Rocks Open, Rock Hill                           | Cemento     | Ema Burgić Bucko            | Elitsa Kostova Florencia Molinero                 | 7–5, 6–2            |
| 6.  | 4 dicembre 2015  | Copa Providencia BCI, Santiago del Cile                   | Terra rossa | Victoria Rodríguez          | Florencia Molinero Laura Pigossi                  | 6–2, 5–7, [10–7]    |
| 7.  | 2 aprile 2016    | ITF Women's Circuit León, León                            | Cemento     | Chanel Simmonds             | Sabastiani Leon Nazari Urbina                     | 6–0, 6–2            |
| 8.  | 30 maggio 2016   | Torneo Feminino de Madrid, Madrid                         | Terra rossa | Marcela Zacarías            | Andrea Raaholt Jasmina Tinjić                     | 6–4, 6–4            |
| 9.  | 28 gennaio 2017  | ITF Women's Circuit Wesley Chapel, Wesley Chapel          | Terra verde | Chanel Simmonds             | Elizabeth Halbauer Sofia Kenin                    | 6–2, 7–6(5)         |
| 10. | 23 giugno 2017   | Swedish Ladies Ystad, Ystad                               | Terra rossa | Valentina Ivachnenko        | Quirine Lemoine Eva Wacanno                       | 6–3, 3–6, [10–5]    |
| 11. | 13 ottobre 2017  | Open Ciudad de Seville, Siviglia                          | Terra rossa | Luisa Stefani               | Estrella Cabeza Candela Andrea Gámiz              | 7–6(2), 7–6(3)      |
| 12. | 3 novembre 2017  | Open Ciudad de Sant Cugat, Sant Cugat                     | Terra rossa | Luisa Stefani               | Olga Danilović Guiomar Maristany Zuleta de Reales | 6–1, 6–4            |
| 13. | 7 luglio 2018    | Torneo Internazionale Femminile Antico Tiro a Volo, Roma  | Terra rossa | Laura Pigossi               | Anastasia Grymalska Giorgia Marchetti             | 6–1, 4–6, [13–11]   |
| 14. | 28 luglio 2018   | Braidy Industries Women's Tennis Classic, Ashland         | Cemento     | Jovana Jakšić               | Sanaz Marand Whitney Osuigwe                      | 6–3, 5–7, [10–4]    |
| 15. | 25 ottobre 2019  | ITF Women's Circuit Cucuta, Cúcuta                        | Terra rossa | Carolina Meligeni Alves     | Emiliana Arango Victoria Bosio                    | 6-1, rit.           |
| 16. | 14 maggio 2022   | Torneig Internacional de Tennis Femení Solgironès, Bisbal | Terra rossa | Victoria Jiménez Kasintseva | Alicia Barnett Olivia Nicholls                    | 6-4, 2-6, [10-8]    |
| 17. | 22 luglio 2023   | Championnats de Granby, Granby                            | Cemento     | Marcela Zacarías            | Carmen Corley Ivana Corley                        | 6-3, 6-3            |

#### Sconfitte (10)
| Torneo $100.000 (0) |
| Torneo $80.000 (1)  |
| Torneo $75.000 (0)  |
| Torneo $60.000 (1)  |
| Torneo $50.000 (1)  |
| Torneo $40.000 (0)  |
| Torneo $25.000 (6)  |
| Torneo $15.000 (1)  |
| Torneo $10.000 (0)  |

| N.  | Data              | Torneo                                                           | Superficie  | Partner                    | Avversarie                          | Punteggio        |
| 1.  | 25 aprile 2015    | Zurich Jalisco Open, Guadalajara                                 | Cemento     | Maria Fernanda Alves       | Marcela Zacarías Laura Pigossi      | 1–6, 2–6         |
| 2.  | 14 maggio 2016    | ASC Women's Open, Naples                                         | Terra verde | Sophie Chang               | Gabriela Cé Justyna Jegiołka        | 1-6, 2-6         |
| 3.  | 17 settembre 2016 | Team Luke Tennis Classic, Lubbock                                | Cemento     | Ema Burgić Bucko           | Emina Bektas Catherine Harrison     | 3-6, 4-6         |
| 4.  | 13 novembre 2016  | Waco Showdown, Waco                                              | Cemento     | Mihaela Buzărnescu         | Michaëlla Krajicek Taylor Townsend  | w/o              |
| 5.  | 16 aprile 2017    | Revolution Technologies Pro Tennis Classic, Indian Harbour Beach | Terra verde | Laura Pigossi              | Kristie Ahn Quinn Gleason           | 3-6, 2-6         |
| 6.  | 21 maggio 2017    | Ciudad de La Bisbal d'Empordà, Bisbal                            | Terra rossa | Jaqueline Cristian         | Olesja Pervušina Valerija Strachova | 5-7, 2-6         |
| 7.  | 29 settembre 2018 | BBVA Open Ciudad de Valencia, Valencia                           | Terra rossa | Valentini Grammatikopoulou | Irina Chromačëva Nina Stojanović    | 1-6, 4-6         |
| 8.  | 3 novembre 2018   | Open ACV Ciutat de Sant Cugat, Sant Cugat del Vallès             | Terra rossa | Andreea Roșca              | Miriam Bulgaru Nicoleta Dascălu     | 1–6, 6–4, [7–10] |
| 9.  | 16 novembre 2019  | USTA National Event, Orlando                                     | Terra verde | Carolina Meligeni Alves    | Katharine Fahey Stephanie Wagner    | 6-4, 2-6, [7-10] |
| 10. | 21 gennaio 2023   | Women's Boca Raton, Boca Raton                                   | Terra verde | Kayla Cross                | Tiphanie Fiquet Ashley Lahey        | 6-4, 1-6, [4-10] |